# Cyclosa omonaga
Cyclosa omonaga Tanikawa, 1992 è un ragno appartenente alla famiglia Araneidae.

## Etimologia
Il nome proprio della specie deriva dal giapponese omonaga, che significa viso allungato, dovuto alla forma affusolata particolare dell'opistosoma

## Caratteristiche
L'olotipo femminile e i paratipi rinvenuti sono di dimensioni: cefalotorace lungo 1,84-2,57mm, largo 1,36-1,94mm; opistosoma lungo 2,83-5,47mm, largo 1,66-3,13mm.

## Distribuzione
La specie è stata reperita in Cina, Corea, Taiwan e Giappone. Le località giapponesi sono: a Higashitaichi, presso Tamano-shi, nella prefettura di Okayama (olotipo) e Kiwa-cho, presso Minamimuro-gun, nella prefettura di Mie (paratipo).

## Tassonomia
Al 2014 non sono note sottospecie e dal 2012 non sono stati esaminati nuovi esemplari.